# Euploea hageni
Euploea hageni är en fjärilsart som beskrevs av Felix Bryk 1937. Euploea hageni ingår i släktet Euploea och familjen praktfjärilar. Inga underarter finns listade i Catalogue of Life.